# فیلیپو لانزا
فیلیپو لانزا (به ایتالیایی: Filippo Lanza) (متولد ۳ مارس ۱۹۹۱ در زویو) بازیکن والیبال اهل ایتالیا که عضو تیم ملی والیبال ایتالیا و باشگاه ترنتینو است. وی به همراه دیگر بازیکنان تیم ملی ایتالیا در المپیک ریو ۲۰۱۶ به مدال نقره دست یافت.